# Ходули (картина Гойи)
«Ходули» (исп. Los zancos) — картина испанского художника Франсиско Гойи, написанная около 1791—1792 годов. Полотно принадлежит к седьмой серии картонов Гойи, написанной им по заказу Королевской шпалерной мануфактуры для кабинета короля Карла IV в Эскориале. Картина считалась утерянной до 1869 года, когда была обнаружена в подвале Королевского дворца в Мадриде и возвращена в музей Прадо в 1870 году.

## Описание картины
Сюжет и стиль картины схож с другим полотном из той же серии Гойи — «Великаны», только вместо детской игры, где один ребёнок взгромоздился на другого здесь изображена взрослая забава в виде хождения на ходулях. Кроме самих двух ходоков центральное место в картине занимает игрок на флейте, который видимо старается привлечь внимание девушки в окне второго этажа.